# Nationalversammlung (Belize)

Wappen von Belize

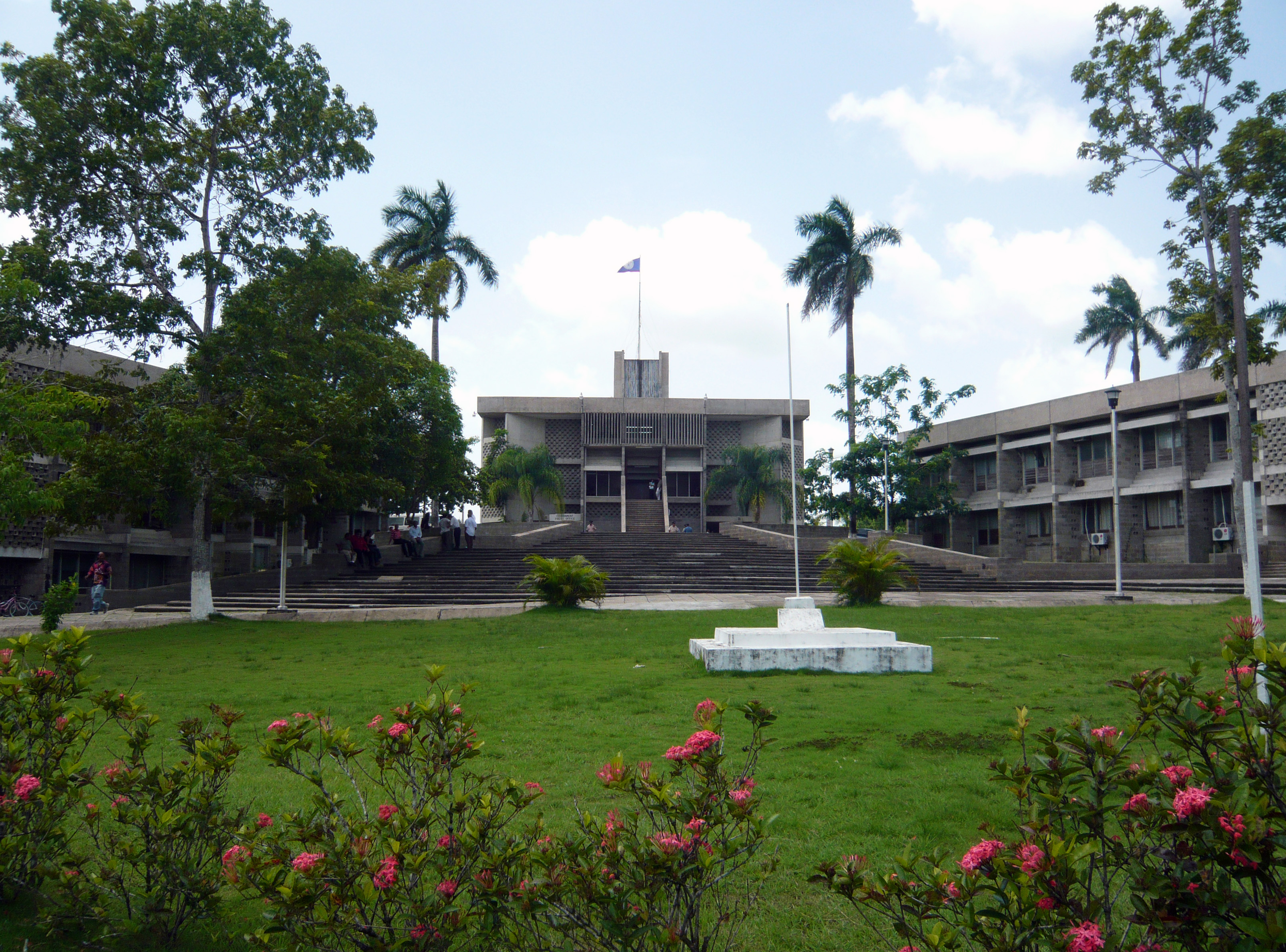
Gebäude der Nationalversammlung am Independence Plaza (2008)

Die Nationalversammlung ist die gesetzgebende Körperschaft oder das Parlament von Belize. Sie besteht aus zwei Kammern: dem Senat (Oberhaus) und dem Repräsentantenhaus (Unterhaus). 

## Zusammensetzung und Aufgaben der Nationalversammlung

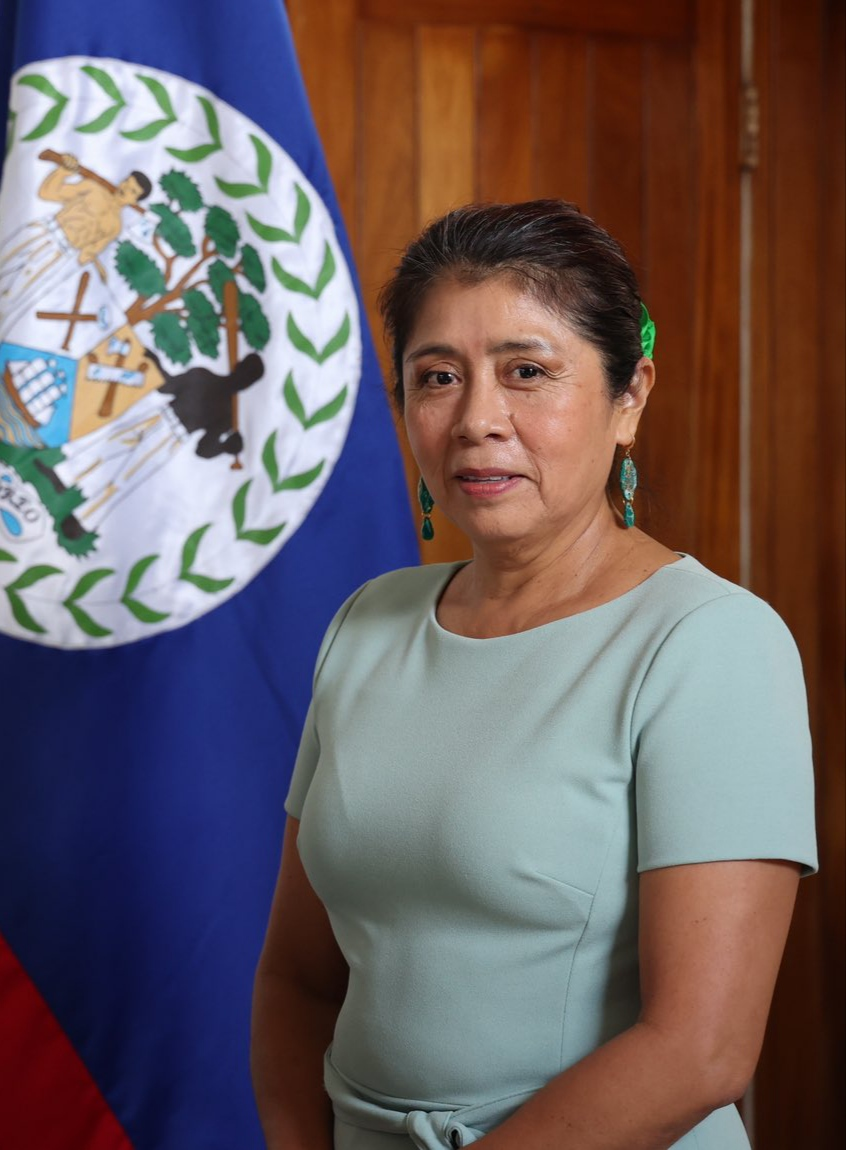
Dame Froyla Tzalam ist seit 2021 Generalgouverneurin von Belize.

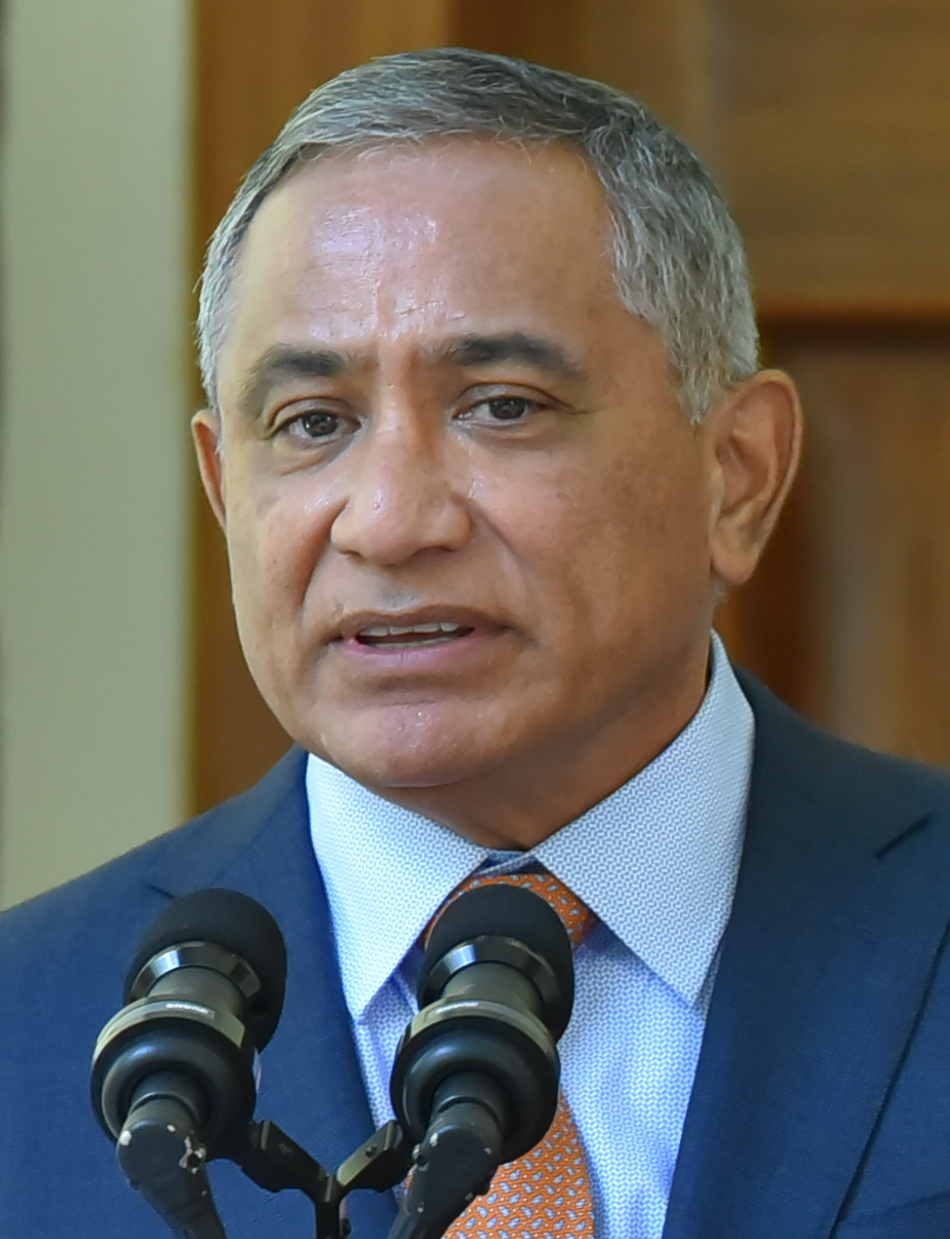
Johnny Briceño bekleidet seit 2020 das Amt des Premierministers von Belize.

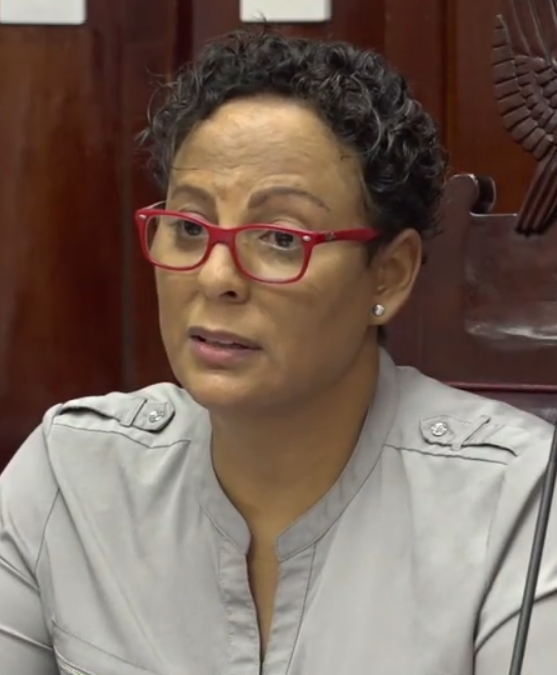
Valerie Woods fungiert seit 2020 als Sprecherin des Repräsentantenhauses.

Die 31 Mitglieder des Repräsentantenhauses werden in allgemeinen Wahlen gemäß den Bestimmungen des „Representation of the People Act“ gewählt. Die 13 Mitglieder des Senats werden vom Generalgouverneur von Belize nominiert und ernannt. Gemäß den Bestimmungen von Abschnitt 90 der Verfassung von Belize kann die Nationalversammlung jedoch per Gesetz die Zahl der Mitglieder des Repräsentantenhauses erhöhen.
Die Nationalversammlung von Belize ist das Gremium, das Gesetze für Frieden, Ordnung und eine gute Regierungsführung in Belize erlässt. Die Befugnis der Nationalversammlung, Gesetze zu erlassen, wird durch Gesetzesentwürfe ausgeübt, die von beiden Kammern verabschiedet und vom Generalgouverneur gebilligt werden. Kein von der Nationalversammlung erlassenes Gesetz tritt in Kraft, bis es vom Generalgouverneur unterzeichnet wurde. Die Nationalversammlung kann jedoch das Inkrafttreten eines solchen Gesetzes verschieben und Gesetze mit rückwirkender Wirkung erlassen. Alle von der Nationalversammlung verabschiedeten Gesetze werden als „Gesetze“ (Act) bezeichnet.
Eine sehr wichtige Rolle der Nationalversammlung besteht auch darin, die Verwaltungs- und die Wirtschaftspolitik der Regierung durch verschiedene Ständige Ausschüsse des Repräsentantenhauses zu überwachen. Beispielsweise werden alle Gesetzesvorschläge, Botschaften, Petitionen, Berichte, Anträge und andere Angelegenheiten unter dem Titel eines jeden ständigen Ausschusses vom Repräsentantenhaus an diesen Ausschuss zur Prüfung, Erörterung und Berichterstattung an das Repräsentantenhaus weitergeleitet.
Die Nationalversammlung besteht für fünf Jahre. Sie kann jedoch jederzeit vom Generalgouverneur vertagt oder aufgelöst werden, der gemäß den Empfehlungen des Premierministers handelt.

## Geschichte der Legislative von Belize
1963 erlangte Britisch-Honduras die volle interne Selbstverwaltung. Dieser Schritt war für die Kolonie ein Schritt zur Erlangung der Unabhängigkeit. Im selben Jahr, 1963, wurde auch eine neue Verfassung für Britisch-Honduras verabschiedet. Die Verfassung trat am 31. Dezember 1963 in Kraft. Die gesetzgebende Versammlung wurde in Nationalversammlung umbenannt und bestand aus zwei Kammern: Repräsentantenhaus und Senat. Dem Repräsentantenhaus stand ein Sprecher vor, dem Senat ein Präsident. Die Zusammensetzung des Senats war wie folgt: fünf Mitglieder wurden vom Gouverneur auf Anraten des Premierministers, zwei wurden auf Anraten des Oppositionsführers und ein Mitglied wurde vom Gouverneur nach Rücksprache mit Personen ernannt, die er für geeignet hielt.
Am 9. Oktober 1970 wurde die Nationalversammlung in der Hauptstadt Belmopan mit einer gemeinsamen Sitzung eröffnet. Es wurde eine Verordnung verabschiedet, um den Namen der Kolonie Britisch-Honduras in Belize zu ändern. Dies trat am 1. Juni 1973 in Kraft (Nr. 13 von 1973). Mit einer Änderung der Verordnung im Jahr 1978 wurden die Wahlkriterien in Belize geändert. Ein Ausweissystem wurde eingeführt und das Wahlalter von 21 auf 18 Jahre gesenkt. 1981 erlangte Belize unter einer neuen Verfassung die Unabhängigkeit von Großbritannien, wobei die Königin das nominelle Staatsoberhaupt war und durch einen Generalgouverneur vertreten wurde. Die Zusammensetzung des gewählten Repräsentantenhauses unter der unabhängigen Verfassung änderte sich von 18 auf 28 Sitze und die Wahlzeit wurde auf fünf Jahre erhöht.
1993 wurde das „Representation of the People Act“ geändert, um die Zusammensetzung der gewählten Mitglieder des Repräsentantenhauses von 28 auf 29 Mitglieder zu ändern. Nach der Verabschiedung des „Belize Constitution (Fourth Amendment) Act“ 2001 wurde die Anzahl der Mitglieder im Senat von 8 auf 12 Senatoren erhöht. 2005 wurde durch eine Änderung des „Representation of People Act“ (Nr. 11 von 2005) die Zahl der gewählten Mitglieder von 29 auf 31 erhöht. Derzeit hat das Repräsentantenhaus 31 gewählte Mitglieder und der Senat 13 ernannte Mitglieder.

## Die Rolle der Vorsitzenden
Der Sprecher des Repräsentantenhauses und der Präsident des Senats werden als Vorsitzende der Nationalversammlung bezeichnet. Während einer Sitzung stellen die Vorsitzenden sicher, dass die Rechte und Privilegien der Abgeordneten geschützt sind und dass die Angelegenheiten des Volkes ohne Einschüchterung und Einmischung abgewickelt werden. Sie sorgen auch dafür, dass während einer Sitzung Ordnung und Anstand herrschen. Wenn beispielsweise ein Abgeordneter einen Geschäftsordnungsantrag (point of order) stellt, sind die Vorsitzenden dafür verantwortlich, zu entscheiden und die endgültige Entscheidung darüber zu treffen, ob der Geschäftsordnungsantrag mit der Geschäftsordnung (Standing Orders) jedes Hauses übereinstimmt, und die Entscheidung während dieser Sitzung nicht angefochten werden kann. Die Vorsitzenden müssen sicherstellen, dass bei der Entscheidungsfindung Unparteilichkeit gewährleistet ist.
Zu den weiteren Aufgaben der Vorsitzenden während einer Sitzung gehören: Gebete, Ankündigungen, Anordnung der Vorlage von Dokumenten von Ministerien und gesetzlichen Stellen, die der Nationalversammlung vorgelegt werden müssen, Fragen zu Anträgen und Gesetzentwürfen zu stellen und auch das Ergebnis jeder Abstimmung bekannt zu geben. Mitglieder beider Häuser, die zu einem Gesetzentwurf oder Antrag sprechen möchten, müssen von den Vorsitzenden bestätigt werden. Die Vorsitzenden sind befugt, Not- und Sondersitzungen einzuberufen, wenn beide Häuser in der Sitzungspause sind. Insgesamt sind die Vorsitzenden befugt, die Geschäftsführung in allen Angelegenheiten zu regeln, die nicht in der Geschäftsordnung jedes Hauses vorgesehen sind, und die Entscheidung in allen Fällen, die in dieser Geschäftsordnung nicht vorgesehen sind, liegt im Ermessen der Vorsitzenden und kann nicht angefochten werden. Sie sind auch für die Leitung und allgemeine Verwaltung der Kammer während einer Sitzung verantwortlich.
Die Vorsitzenden haben zudem administrative Aufgaben. Der Sprecher des Repräsentantenhauses ist Vorsitzender des Personalausschusses der Nationalversammlung (National Assembly Staff Committee), während der Präsident des Senats stellvertretender Vorsitzender des Ausschusses wird. Der besagte Ausschuss ist für die Arbeitsbedingungen des Personals der Nationalversammlung verantwortlich. Die Vorsitzenden sind auch die Chefdiplomaten ihrer jeweiligen Kammer. Sie sind die gemeinsamen Präsidenten der Zweigstelle der Parlamentarischen Vereinigung des Commonwealth CPA (Commonwealth Parliamentary Association) in Belize. Sie treffen und empfangen Parlamentsdelegationen, die Belize besuchen.

## Gesetzgebungsverfahren
Ein Gesetzentwurf durchläuft mehrere Phasen, bevor er zum Gesetz wird. Diese Phasen stellen sicher, dass ein Gesetzentwurf öffentlich diskutiert und geprüft wird und auch Änderungen oder Ergänzungen unterliegt. Die Phasen, die ein Gesetzentwurf durchläuft, umfassen die folgenden:
- Einführung und erste Lesung von Gesetzentwürfen

Während der Einführung liest das für den Gesetzentwurf zuständige Mitglied die Präambel (Langtitel) und gibt eine kurze Erklärung und Hintergrundinformationen zum Gesetzentwurf. Der Sprecher stellt fest, „dass der Gesetzentwurf in erster Lesung behandelt wird“, und verweist ihn an einen ständigen Ausschuss. Gleichzeitig ordnet er an, dass er gedruckt und im Amtsblatt (Government Gazette) veröffentlicht wird. Zu diesem Zeitpunkt wird der Gesetzentwurf öffentlich zugänglich. Ein Gesetzentwurf hat erst dann formale Existenz, wenn er eingeführt wird.
- Ständiger Ausschuss

Sobald ein Gesetzentwurf an einen Ständigen Ausschuss verwiesen wird, legt der Ausschuss dem Parlament, soweit möglich, innerhalb von 60 Tagen einen entsprechenden Bericht vor. Wenn ein Ständiger Ausschuss dem Parlament nicht innerhalb der vorgeschriebenen Zeit Bericht erstattet, kann das Parlament nach eigenem Ermessen mit der zweiten Lesung des Gesetzentwurfs fortfahren. In der Ausschussphase wird die Öffentlichkeit entweder persönlich oder schriftlich beim Sekretär der Nationalversammlung zur Teilnahme aufgefordert. Der Ausschuss berichtet dem Parlament seine Ergebnisse und Vorschläge und gibt klar an, ob er für die zweite Lesung Änderungen empfiehlt oder nicht.
- Zweite Lesung von Gesetzentwürfen

Bei der zweiten Lesung eines Gesetzentwurfs kommt es zu einer Debatte über die allgemeinen Vorzüge und Grundsätze des Gesetzentwurfs. Es kann auch eine Debatte über etwaige vom Ausschuss oder einem anderen Mitglied während der zweiten Lesung vorgeschlagene Änderungen stattfinden. Am Ende der Debatte beantragt das für den Gesetzentwurf zuständige Mitglied, dass der Gesetzentwurf nun ein zweites Mal gelesen wird, und der Sprecher stellt die Frage. Wenn der Gesetzentwurf ein zweites Mal gelesen wird, wird er einem Ausschuss des gesamten Hauses vorgelegt.
- Ausschuss des gesamten Hauses

Der stellvertretende Sprecher des Repräsentantenhauses übernimmt den Vorsitz im Ausschuss des gesamten Hauses. Der Sprecher verlässt den Vorsitz, ohne eine Frage zu stellen. Der Vorsitzende nennt nacheinander den Titel des Gesetzentwurfs und die Nummer jedes Abschnitts. Wenn keine Änderung dazu vorgeschlagen wird oder wenn alle vorgeschlagenen Änderungen erledigt wurden, stellt der Vorsitzende die Frage, ob der Abschnitt oder der geänderte Abschnitt Teil des Gesetzentwurfs bleibt. Nach der Prüfung der Gesetzentwürfe im Ausschuss des gesamten Hauses wird die dritte Lesung der Gesetzentwürfe fortgesetzt.
- Dritte Lesung von Gesetzentwürfen

Bei Wiederaufnahme der Sitzungen des Repräsentantenhauses berichtet das für den Gesetzentwurf zuständige Mitglied dem Repräsentantenhaus, dass der Ausschuss des gesamten Hauses den Gesetzentwurf geprüft und mit oder ohne Änderungen verabschiedet hat, und beantragt die dritte Lesung des Gesetzentwurfs. Der Sprecher stellt dann die Frage ohne Debatte. Wenn das Repräsentantenhaus die dritte Lesung genehmigt, ist der Gesetzentwurf bereit, an den Senat weitergeleitet zu werden.
- Prüfung eines Gesetzentwurfs durch den Senat

Wenn ein Gesetzentwurf vom Repräsentantenhaus genehmigt wurde, wird eine gedruckte Kopie, die vom Sekretär des Repräsentantenhauses unterzeichnet und vom Sprecher bestätigt wurde, zur Prüfung an den Senat geschickt. Wenn im Senat der Leiter der Regierungsangelegenheiten (Leader of Government Business) seine Bereitschaft signalisiert, den vom Repräsentantenhaus eingebrachten Gesetzentwurf zu übernehmen, wird der Gesetzentwurf im Protokoll als zum ersten Mal gelesen vermerkt. Es ist auch üblich, dass der Leiter der Regierungsangelegenheiten beantragt, dass der Gesetzentwurf unverzüglich alle Phasen durchläuft. Daher wird ein Gesetzentwurf im Senat normalerweise in einer Sitzung drei Mal gelesen. Es ist wichtig zu beachten, dass der Senat nur eingeschränkte Befugnisse hat, wenn es um Finanzgesetze geht, die Einnahmen oder andere öffentliche Gelder bewilligen. Das Repräsentantenhaus ist für die Entscheidungsfindung über Finanzgesetze verantwortlich und der Senat prüft diese Gesetzentwürfe, kann sie jedoch nicht blockieren oder ändern. Alle vom Senat an einem Gesetzentwurf vorgenommenen Änderungen werden zur Zustimmung zu den Änderungen an das Repräsentantenhaus zurückgeschickt. Wird den Änderungen zugestimmt, geht der Gesetzentwurf in der geänderten Fassung an den Generalgouverneur zur Genehmigung.
- Zustimmung des Generalgouverneurs

Wenn ein Gesetzentwurf von beiden Kammern der Nationalversammlung verabschiedet wurde, werden Kopien von den Vorsitzenden und dem Sekretär beider Häuser beglaubigt, bevor sie dem Generalgouverneur zur Zustimmung zugesandt werden. Die Unterschrift des Generalgouverneurs und der Abdruck des öffentlichen Siegels sind notwendige Formalitäten, die die letzten Schritte bei der Umwandlung eines Gesetzentwurfs in ein Gesetz darstellen. Das Gesetz mit der Bezeichnung „Act“ wird dann im Amtsblatt veröffentlicht.

## Personen im Parlament
In Belize gibt es Personen, die im Rahmen der Parlamentsarbeit bestimmte Aufgaben erfüllen müssen:
- Generalgouverneur

Der Generalgouverneur vertritt den britischen Monarchen in Belize und hat im Parlament wichtige Aufgaben zu erfüllen. Er stimmt Gesetzentwürfen zu, die im Repräsentantenhaus und im Senat verabschiedet werden, sodass diese zu Gesetzen von Belize werden. Der Generalgouverneur eröffnet außerdem die erste Sitzung des Repräsentantenhauses (Eröffnungssitzung) mit der sogenannten Regierungsrede (Thronrede). Die Regierungsrede enthält in der Regel die Absichten der Regierung für die kommende Sitzungs- oder Legislaturperiode des Parlaments. Der Generalgouverneur beendet außerdem eine Parlamentssitzung und -periode, indem er die Nationalversammlung per Proklamation vertagt bzw. auflöst. Daher legt der Generalgouverneur nach jeder Parlamentswahl per Proklamation, die im Amtsblatt veröffentlicht wird, Datum, Ort und Uhrzeit für die Abhaltung einer Sitzung der Nationalversammlung fest. Darüber hinaus ernennt der Generalgouverneur die Mitglieder des Senats.
- Sprecher des Repräsentantenhauses

Der Sprecher des Repräsentantenhauses leitet die Sitzungen des Hauses. Seine Aufgabe ist es, dafür zu sorgen, dass während einer Sitzung Ordnung und Anstand herrschen, die Geschäftsordnung des Hauses anzuwenden und die Verfahren zu überwachen. Der Sprecher ist Vorsitzender des Personalausschusses der Nationalversammlung und zugleich der wichtigste diplomatische Vertreter des Repräsentantenhauses.
- Stellvertretender Sprecher des Repräsentantenhauses

Das Repräsentantenhaus wählt aus seiner Mitte einen stellvertretenden Sprecher, der kein Minister sein darf. Der stellvertretende Sprecher kann die Rolle des Sprechers übernehmen, wenn dieser abwesend ist. Der stellvertretende Sprecher leitet den Ausschuss des gesamten Hauses, der Gesetzesentwürfe Satz für Satz prüft.
- Premierminister

Der Premierminister ist der Führer des Repräsentantenhauses (Leader of the House). Dies ist weitgehend unabhängig von seiner exekutiven Rolle. Der Premierminister spielt eine wichtige Rolle im Repräsentantenhaus und hat erheblichen Einfluss auf die öffentlichen Angelegenheiten auf der Tagesordnung. Der Premierminister leitet auch den Beitrag der Regierung zu wichtigen Debatten.
- Minister und Staatsminister

Der Generalgouverneur ernennt Minister und Staatsminister auf Anraten des Premierministers. Die Staatsminister sind Teil der Exekutive und können auf Einladung des Premierministers auch an Kabinettssitzungen teilnehmen. Auch Mitglieder des Senats können zu Ministern ernannt werden. Minister sind für bestimmte Bereiche der öffentlichen Verwaltung und/oder Politik verantwortlich, die als Ministerressorts bezeichnet werden. Minister sind dem Repräsentantenhaus für ihre Zuständigkeiten rechenschaftspflichtig. Die Rolle eines Ministers im Repräsentantenhaus besteht darin, Gesetzesentwürfe, die sich auf sein Ressort beziehen, dem Repräsentantenhaus vorzulegen und die Debatte über diese Gesetzesentwürfe durch die einzelnen Phasen des Repräsentantenhauses zu führen. Sie legen auch Rechenschaft über die Regierungstätigkeiten im Rahmen ihres Ressorts ab, indem sie auf Fragen der Opposition und der Hinterbänkler antworten und dem Repräsentantenhaus Erklärungen zu Angelegenheiten abgeben, die in ihr Ressort fallen.
- Oppositionsführer

Der Oppositionsführer (Leader of the Opposition) ist das Mitglied des Repräsentantenhauses, das die größte politische Partei führt, die nicht Teil der Regierung ist. Seine Rolle besteht darin, der Führer einer Übergangsregierung (Government in Waiting) zu sein und die Reaktionen der Opposition in wichtigen Debatten zu leiten. Der Oppositionsführer sitzt im Plenum direkt dem Premierminister gegenüber.
- Sekretär der Nationalversammlung

Der Sekretär der Nationalversammlung (Clerk of the National Assembly) ist der wichtigste Beamte des Repräsentantenhauses und des Senats. Der Generalgouverneur ernennt den Sekretär auf Anraten des Personalausschusses der Nationalversammlung. Die Aufgaben des Sekretärs bestehen darin, den Sprecher und die Mitglieder über die Regeln, Praktiken und Gepflogenheiten des Hauses zu beraten, die Verfahren und Entscheidungen des Hauses zu protokollieren, Gesetzesentwürfe zu bestätigen, die zur Zustimmung des Generalgouverneurs bereit sind, den Mitgliedern die Tagesordnung für jede Sitzung zu übermitteln, den Eid oder die Treueerklärung neuer Mitglieder der Nationalversammlung abzunehmen und den Ausschüssen des Hauses und des Senats Sekretariatsdienste zu leisten.
- Stellvertretender Sekretär der Nationalversammlung

In Abwesenheit des Sekretärs übernimmt der stellvertretende Sekretär die Aufgaben des Hauptbeamten. Der stellvertretende Sekretär wird ebenfalls vom Generalgouverneur auf Anraten des Personalausschusses der Nationalversammlung ernannt. Der stellvertretende Sekretär sitzt während der Sitzungen des Repräsentantenhauses und des Senats am Schreibtisch des Sekretärs. Der stellvertretende Sekretär ist nicht nur der Assistent des Sekretärs bei allen parlamentarischen Verfahren, sondern auch der Personalverantwortliche des Personals der Nationalversammlung.
- Streitkolbenträger

Der Streitkolbenträger (Macebearer) ist ein Beamter des Repräsentantenhauses. Der Streitkolbenträger ist dem Sprecher gegenüber für die Einhaltung angemessener Standards und Verhaltensweisen gegenüber Besuchern in den Galerien des Repräsentantenhauses verantwortlich. Zu Beginn jeder Sitzung des Repräsentantenhauses trägt der Streitkolbenträger den Streitkolben (The Mace), geht vor dem Sprecher in den Saal und kündigt dessen Ankunft an. Während der Sitzung des Hauses sitzt der Streitkolbenträger am anderen Ende des Sekretärstisches.
- Präsident des Senats

Der Präsident des Senats hat die gleichen Aufgaben wie der Sprecher des Repräsentantenhauses. Er/sie leitet die Sitzungen des Senats. Es ist die Aufgabe des Präsidenten, während einer Senatssitzung für Ordnung und Anstand zu sorgen und die Regeln des Senats (Geschäftsordnung des Senats) anzuwenden. Der Präsident des Senats leitet den Ausschuss des Gesamtsenats, den Ausschuss für Verfassung und auswärtige Angelegenheiten des Senats sowie alle anderen Ausschüsse des Senats. Der Präsident des Senats ist stellvertretender Vorsitzender des Personalausschusses der Nationalversammlung.
- Vizepräsident des Senats

Der Senat wählt einen Vizepräsidenten aus den Reihen der ernannten Mitglieder, die keine Minister sind. Der Vizepräsident kann die Rolle des Präsidenten des Senats übernehmen, wenn dieser abwesend ist.
- Leiter der Regierungsgeschäfte

Der Leiter der Regierungsgeschäfte (Leader of Government Business) wird vom Premierminister ernannt, um die Regierungsgeschäfte im Senat zu leiten. Er bringt im Namen der Regierung Anträge und Gesetzesentwürfe ein. Der Leiter der Regierungsgeschäfte kann den Präsidenten des Senats bitten, Sondersitzungen des Senats einzuberufen. Er leitet auch Debatten über Regierungsgesetze und -anträge.